# Dominique Cardon (historienne)
Pour les articles homonymes, voir Dominique Cardon et Cardon (homonymie).
Ne doit pas être confondu avec Dominique Cardon (sociologue).
Dominique Cardon, née le 13 avril 1947 à Paris, est une historienne française, spécialiste de l'histoire et de l’archéologie des techniques textiles et de la teinture par les colorants naturels organiques.

## Biographie
Après des études en histoire et archéologie à Paris (Sorbonne) et Dublin (University College, Irlande), elle s’initie aux techniques de filage, tissage à bras et teinture par les colorants naturels en Irlande et au Pérou. De retour en France, elle applique ses recherches dans la documentation technique médiévale selon une démarche d’archéologie expérimentale,. Elle s’inspire de ces expérimentations pour des créations de textiles destinés à la haute couture. Sa thèse de doctorat d’Histoire (1990, Université Paul Valéry-Montpellier III) et son habilitation à diriger des recherches (1996, École des hautes études en sciences sociales, Paris) portent sur la technologie de la draperie médiévale.
Elle intègre le CNRS en 1991. Elle est Directrice de Recherche émérite CNRS au sein du CIHAM/UMR 5648, à Lyon.
Depuis  1997, elle étudie et publie les textiles archéologiques des Ier – IIIe siècle de notre ère découverts dans les dépotoirs des praesidia du désert oriental d’Égypte fouillés sous la direction d’Hélène Cuvigny (directrice de recherche au CNRS, Institut de Papyrologie de la Sorbonne, Paris),. Depuis 2002, elle collabore à l’étude et à la publication des textiles et vêtements découverts dans les sites du désert du Taklamakan étudiés par la Mission Archéologique Franco-Chinoise au Xinjiang dirigée par Corinne Debaine-Francfort (directrice de recherche au CNRS, UMR 7041 – ArScAn, Archéologie de l’Asie centrale).
Ses recherches sur l’histoire et l’archéologie de la teinture l’ont amenée à collaborer en tant que consultante avec l’UNESCO pour la direction scientifique de plusieurs congrès mondiaux sur les teintures naturelles,. Elle a co-dirigé plusieurs mastères et une thèse de doctorat de chimie sur les teintures traditionnelles et les potentialités tinctoriales de la flore de la Nouvelle-Calédonie et du Vanuatu,.
Elle est membre de l’ISSART (International Association for the Study of Silk Roads Textiles) depuis 2015 et du Comité scientifique de l’association japonaise Natural Dyes and Pigments Conferences (NDPC) depuis 2005.

## Publications
- Les 157 Couleurs de Paul Gout / Paul Gout's 157 Colours. Mercin: Vieilles Racines et Jeunes Pousses, 2022. Co-auteur Iris Brémaud.
- Le Cahier de Couleurs d’Antoine Janot / Workbook, Antoine Janot’s Colours. Paris : CNRS Editions, 2020. Co-auteur Iris Brémaud.
- Des Couleurs pour les Lumières - Antoine Janot, teinturier occitan (1700-1778), Paris, CNRS Editions, 2019[15].
- The Dyer’s Handbook – Memoirs of an 18th century Master Colourist. Oxford and Philadelphia: Oxbow Books, 2016.
- Le Monde des Teintures naturelles. Paris : Belin, 2014. 2de édition mise à jour et augmentée[16].
- Mémoires de teinture – Voyage dans le temps chez un maître des couleurs. Paris : CNRS Editions, 2013.
- Natural Dyes - Sources, Tradition, Technology and Science. London : Archetype Books, 2007[17].
- La Draperie au Moyen Âge - Essor d'une grande industrie européenne. Paris : CNRS Editions, 1999[18].
- Teintures précieuses de la Méditerranée : Pourpre, Kermès, Pastel / Tintes preciosos del Mediterráneo : Púrpura, Quermes, Pastel. Carcassonne : Musée des Beaux-Arts / Terrassa : Centre de Documentació i Museu Tèxtil, 2000[19].
- Fils Renoués - Trésors textiles du Moyen Âge en Languedoc-Roussillon : Musée des Beaux-Arts de Carcassonne, 1993[20].
- Guide des Teintures Naturelles - Couleurs de la Nature, Nature des couleurs (1990) Paris/Lausanne: Delachaux et Niestlé, 1990.
- JANSEN, P.C.M. & D. CARDON (eds). Teintures et Tanins. Plant Resources of Tropical Africa 3. Wageningen : PROTA Foundation/Backhuis Publishers/CTA, 2005[21].
- CARDON, D. et M. FEUGERE (eds), Archéologie des Textiles, Actes du Colloque de Lattes, oct. 1999, Monographies Instrumentum 14, Montagnac : Monique Mergoil, 2000.
- CARDON, D. & H.E. MÜLLEROTT (eds.) Actes/Papers/Beiträge. 2e Congrès international « Pastel, Indigo et autres teintures naturelles: passé, présent, futur » (1995/1998) Arnstadt : Thüringer Chronik-Verlag, 1995/1998.
- Rémy Cazals, Jean Vaquer, Gilbert Larguier, Dominique Cardon, Philippe Delvit, L'industrie de la laine en Languedoc, depuis la préhistoire jusqu'à nos jours, Association pour la promotion des archives en Languedoc-Roussillon, Association des amis des archives de l'Aude, Fédération audoise des œuvres laïques, Société d'études scientifiques de l'Aude, 1995  (ISBN 2-9507610-1-1)

## Distinctions
- 1993 : Prix ANVIE/CNRS de la Valorisation.
- 1995 : 2e Prix « Auteur » de la Culture scientifique et technique, Ministère de l'Enseignement supérieur et de la Recherche pour l’exposition et le catalogue Fils renoués – Trésors textiles du Moyen Âge en Languedoc-Roussillon.
- 2002 : Prix spécial du Jury Clio, pour l’ensemble de son œuvre sur l’archéologie du textile et de la teinture[22].
- 2003 : Prix « Art et Science de la Couleur » de la Fondation L’Oréal, mention Bronze, pour l’ouvrage Le Monde des Teintures naturelles.
- 2006 : Médaille de l’UNESCO « Penser et construire la Paix ».
- 2011 : Médaille d'argent du CNRS[23].
- 2013 : Grand Prix de l’Académie du Pastel.
- 2015 : Navette d’Argent de l’Association « Tours Cité de la Soie »  [24].
- 2016 : Chevalier de la Légion d'honneur[25].
- 2017 : Nomination au grade de Chevalier dans l’Ordre des Arts, des Lettres et de la Culture de la République de Madagascar pour la coordination scientifique du Festival international plantes, écologie et couleurs (IFPECO)[26].